# Kristofer Hil (istoričar)
Džon Edvard Kristofer Hil (6. februar 1912 – 23. februar 2003) bio je engleski marksistički istoričar i akademik, koji se specijalizovao za englesku istoriju 17. veka. Od 1965 do 1978, on je bio upravnik Bejliol koledža pri Oksfordskom univerzitetu.

## Detinjstvo i mladost
Kris Hil je rođen 6. februara 1912. godine, Bišoptorp ulici, od oca Edvarda Harolda Hila i majke Dženet Avgusta (rođene Dikinson). Njegov otac je bio advokat. Njegova porodica se ubrajala u predane metodiste. On je pohađao Sent Piterovu školu u Jorku. Sa 16 godina položio je prijemni ispit za Bejliol koledž pri Univerzitetu u Oksfordu. Dva nastavnika istorije, koji su obeležili njegove radove, prepoznala su njegovu sposobnost i ponudili su mu mesto da bi sprečili svaku šansu da ode na Univerzitet u Kembridžu. Godine 1931, Hil je uzeo duži odmor i boravio je u Frajburgu u Nemačkoj, gde je bio svedok uspona Nacističke partije, kasnije govoreći da je to značajno doprinelo radikalizaciji njegove politike.
Maturirao je na koledžu Baliol 1931. Sledeće godine je osvojio Lotijanovu nagradu, i diplomirao je sa diplomom prve klase iz oblasti moderne istorije 1934. Dok je bio u Baliolu, Hil je postao posvećen marksista i pridružio se Komunističkoj partiji Velike Britanije godine kada je diplomirao.

## Rana akademska karijera
Nakon što je diplomirao, postao je član koledža Svih duša. Godine 1935, preduzeo je desetomesečno putovanje u Moskvu, Sovjetski Savez. Tamo je naučio da tečno govori ruski i studirao je sovjetsku istorijsku nauku, posebno onu koja se odnosi na Britaniju. Po povratku u Englesku 1936. prihvatio je mesto predavača asistenta na Univerzitetskom koledžu Južnog Velsa i Monmutšira u Kardifu. Tokom svog boravka tamo pokušao je da se pridruži Međunarodnoj brigadi i da se bori u Španskom građanskom ratu, ali je odbijen. Umesto toga, bio je aktivan u pomaganju baskijskim izbeglicama raseljenim zbog rata. Posle dve godine u Kardifu, vratio se na Baliol koledž 1938. kao stipendista i predavač istorije.

## Ratna služba
Nakon izbijanja Drugog svetskog rata, pridružio se Britanskoj armiji, u početku kao redov u terenskoj bezbednosnoj policiji. On je imenovan za potporučnika u lakoj pešadiji Oksfordšira i Bakingemšira 2. novembra 1940. sa službenim brojem 156590. Otprilike u to vreme Hil je počeo da objavljuje svoje članke i kritike o engleskoj istoriji 17. veka. Dana 19. oktobra 1941. prebačen je u Obaveštajni korpus. Bio je upućen u ministarstvo spoljašnih poslova od 1943. do kraja rata.

## Kasnije akademska karijera i politika
Hil se vratio na Oksfordski univerzitet nakon rata da nastavi svoj akademski rad. Godine 1946, on i drugi marksistički istoričari osnovali su Grupu istoričara Komunističke partije. Godine 1949, on je konkurisao za katedru istorije na novom Univerzitetu Kil, ali je odbijen zbog pripadnosti Komunističkoj partiji. Godine 1962, on je pomogao u stvaranju časopisa Past and Present.
Hil je postajao nezadovoljan nedostatkom demokratije u Komunističkoj partiji. Međutim, ostao je u partiji nakon Sovjetske invazije na Mađarsku 1956. godine. Napustio je u proleće 1957. godine, nakon što je jedan od njegovih izveštaja na partijskom kongresu odbijen.
Nakon 1956, Hillova akademska karijera uzdigla se na nove visine. Njegove studije engleske istorije 17. veka bile su široko uvažavane i priznate. Njegova prva akademska knjiga, Ekonomski problemi crkve od nadbiskupa Vitgifta do dugog parlamenta, pojavila se 1956. Kao i mnoge od njegovih kasnijih knjiga, ona je bila zasnovana na njegovom proučavanju štampanih izvora dostupnih u Bodlejanskoj biblioteci i na sekundarnim radovima proizvedenim od strane drugih akademskih istoričara, a ne o istraživanju u preživelim arhivima. Godine 1965, Hil je izabran za upravnika Baliol koledža. Na toj funkciji je bio od 1965. do 1978. godine, kada je otišao u penziju (nasledio ga je Entoni Keni). Među njegovim studentima na Baliolu bio je i Brajan Mening, koji je nastavio da razvija razumevanje Engleske revolucije. U Oksford Hilu je delovao kao seniorski član ekskluzivnog društva Stabs.
Mnoge od Hilovih najzapaženijih studija bile su fokusirane na englesku istoriju 17. veka. Njegove knjige uključuju Puritanizam i revolucija (1958), Intelektualno poreklo engleske revolucije (1965 i revidirano 1996), Vek revolucije (1961), Antihrist u Engleskoj 17. veka (1971) i Svet okrenut naopačke (1972).
Hil se povukao iz Baliola 1978. godine, nakon čega je dve godine radio na Otvorenom univerzitetu sa punim radnim vremenom. Nastavio je da drži predavanja iz svog doma u Siford Ferisu, Oksfordšir.
U kasnijim godinama Hil je živeo sa Alchajmerovom bolešću i bila m je potrebna stalna nega. Umro je od cerebralne atrofije u staračkom domu u Čiping Nortonu, Oksfordšir, 23. februara 2003. godine.

## Lični život
Hil se oženio sa Inez Va (rođena Bartlet) 17. januara 1944. Inez Hil, tada 23 godine, bila je ćerka vojnog oficira Gordona Bartleta i bivša žena Ijana Entonija Va. Hilsov brak se raspao posle deset godina. Njihovo jedino dete, ćerka Fani, udavila se na odmoru u Španiji 1986. godine.
Hilova druga žena bila je Bridžit Ajrin Mejson (rođena Saton), sa kojom se oženio 2. januara 1956. Ona je bila bivša supruga Stivena Mejsona, kolege komuniste i istoričara. Njihova ćerka Kejt umrla je u saobraćajnoj nesreći 1957. Oni su imali su još dvoje dece: Endrua (rođen 1958.) i Dina (rođena 1960. godine).

## Izabrani radovi
- The English Revolution, 1640 (1940, 3rd ed. 1955),  0-85315-044-3 (1987 reprint) (On-line text at Marxists.org)
- Lenin and the Russian Revolution (1947),  0-14-013535-9 (1993 reprint)
- Economic Problems of the Church: From Archbishop Whitgift to the Long Parliament (1956),  0-586-03528-1 (1971 reprint)
- Puritanism and Revolution: Studies in Interpretation of the English Revolution of the 17th Century (1958),  0-7126-6722-9 (2001 reprint)
- The Century of Revolution, 1603–1714 (1961, 2nd. ed. 1980),  0-17-712002-9
- Society and Puritanism in Pre-Revolutionary England (1964),  0-7126-6816-0 (2003 reprint)
- Intellectual Origins of the English Revolution (1965, rev. 1997),  0-19-820668-2
- Reformation to Industrial Revolution: A Social and Economic History of Britain, 1530–1780 (1967, rev. ed. 1969),  0-14-020897-6
- God's Englishman: Oliver Cromwell and the English Revolution (1970),  0-297-00043-8
- Antichrist in Seventeenth-Century England (1971, rev. ed. 1990),  0-86091-997-8
- The World Turned Upside Down: Radical Ideas During the English Revolution (1972),  0-85117-025-0
- Change and Continuity in Seventheenth-Century England (1974, rev. ed. 1991),  0-300-05044-5
- Milton and the English Revolution (1977),  0-571-10198-4
- The World of the Muggletonians (1983),  0-85117-226-1
- The Experience of Defeat: Milton and Some Contemporaries (1984),  0-571-13237-5
- The Collected Essays of Christopher Hill (3 vols.)
  1. Writing and Revolution in 17th Century England (1985),  0-7108-0565-9
  2. Religion and Politics in 17th Century England (1986),  0-7108-0507-1
  3. People and Ideas in 17th Century England (1986),  0-7108-0512-8
- A Turbulent, Seditious, and Factious People: John Bunyan and His Church, 1628–1688 (1988),  0-19-812818-5 -- published in the United States as A Tinker and a Poor Man: John Bunyan and His Church, 1628-1688 (1989),  0-394-57242-4
- A Nation of Change and Novelty: Radical Politics, Religion and Literature in Seventeenth-Century England (1990),  0-415-04833-8
- The English Bible and the Seventeenth-Century Revolution (1992),  0-7139-9078-3
- Liberty Against The Law: Some Seventeenth-Century Controversies (1996),  0-14-024033-0

## Literatura
- Adamo, Pietro, "Christopher Hill e la rivoluzione inglese: itinerario di uno storico", pp. 129–158 from Societá e Storia, Volume 13, 1990.
- Clark, J. C. D., Revolution and Rebellion: State and Society in England in the Seventeenth and Eighteenth Centuries, Cambridge: Cambridge University Press, 1986.
- Davis, J. C., Myth and History: the Ranters and the Historians, Cambridge: Cambridge University Press, 1986.
- Eley, Geoff and Hunt, William (editors), Reviving the English Revolution: Reflections and Elaborations on the Work of Christopher Hill, London: Verso, 1988.
- Fulbrook, Mary, "The English Revolution and the Revisionist Revolt", pp. 249–264 from Social History, Volume 7, 1982.
- Hexter, J. H., "The Burden of Proof", Times Literary Supplement, 24 October 1975.
- Hobsbawm, Eric, "'The Historians Group' of the Communist Party" from Rebels and Their Causes: Essays in Honor of A. L. Morton, edited by Maurice Cornforth, London: Lawrence and Wishart, 1978.
- Kaye, Harvey J., The British Marxist Historians: an introductory analysis, Cambridge: Polity Press, 1984.
- Morrill, John, "Christopher Hill", pp. 28–29 from History Today 53  (6):.
- Pennington, D. H. and Thomas, Keith (editors), Puritans and Revolutionaries: essays in seventeenth-century history presented to Christopher Hill, Oxford: Clarendon Press, 1978.
- Pennington, Donald, "John Edward Christopher Hill", in British Academy, Proceedings of the British Academy: Volume 130: Biographical Memoirs of Fellows, IV Oxford, Oxford University Press, 2005, pp. 23–49.
- Richardson, R. C., The Debate on the English Revolution Revisited, London: Methuen, 1977.
- Samuel, Raphael "British Marxist Historians, 1880–1980", pp. 21–96 from New Left Review, Volume 120, March–April 1980.
- Schwarz, Bill, "'The People' in History: the Communist Party Historians' Group, 1946–56" from Making Histories: Studies in History-Writing and Politics, edited by Richard Johnson, London: Hutchinson, 1982.
- Underdown, David, "Radicals in Defeat", New York Review of Books, 28 March 1985.

## Spoljašnje veze
- Hunt, Tristram. "Back when it mattered", The Guardian, 5 March 2003.}-